# Hello Afrika (Dr. Alban-dal)
A Hello Afrika című dal a nigériai születésű svéd fogorvos, Dr. Alban első kislemez sikere, a szintén azonos címet viselő Hello Afrika című 1990-ben megjelent nagylemezről. A dal számos országban előkelő helyezést ért el. A dalban közreműködött a svéd Leila K énekesnő.

## Számlista
CD maxi
1. "Hello Afrika" (Marc Spoon's radio edit) — 3:46
2. "Hello Afrika" (single mix) — 3:13

7" kislemez
1. "Hello Afrika" (Marc Spoon's radio edit) — 3:46
2. "Hello Afrika" (single mix) — 3:13

CD maxi
1. "Hello Afrika" (fast blast club mix) — 5:40
2. "Hello Afrika" (aaahfrika mix) — 6:25
3. "Jungle Beats" (gurana mix) — 4:28
4. "Hello Afrika" (single mix) — 3:13

CD maxi/12" maxi - Remix
1. "Hello Afrika" (tech-makossa-mix) — 7:42
2. "Hello Afrika" (freedom for bleeb & bass mix) — 6:30
3. "No coke" (hip hop reggae in a dance hall style) — 4:40

## Eladási eredmények
| Ország     | Helyezések | Dátum             | Eladási adatok     |
| ---------- | ---------- | ----------------- | ------------------ |
| Svédország | Arany      | 1990 november 19. | 10,000 db kislemez |

## Listás helyezések
| Slágerlista (1991)                 | Legmagasabb helyezés |
| ---------------------------------- | -------------------- |
| Ausztria (Ö3 Austria Top 40)       | 1                    |
| Németország (Media Control Charts) | 2                    |
| Olaszország (FIMI)                 | 19                   |
| Hollandia (Top 40)                 | 24                   |
| Spanyolország (AFYVE)              | 7                    |
| Svédország (Sverigetopplistan)     | 7                    |
| Svájc (Schweizer Hitparade)        | 3                    |

| Év végi slágerlista (1991) | Helyezés |
| -------------------------- | -------- |
| Osztrák kislemezlista      | 15       |
| Svájc kislemezlistat       | 18       |

## Hello Afrika 2010
A Hello Afrika 2010 című dal a nigériai származású Dr. Alban 1990-ben megjelent debütáló kislemezének remix változata, melyben közreműködött Dr. Victor, Cantonia és Sash!. A dal fizikai kislemezen nem jelent meg, csupán letölthető volt. Átütő sikert azonban nem ért el. A dalhoz számos remix is készült. Érdekesség, hogy a dal Hello South Afrika címen is megjelent.
Waw single
1. Hello South Afrika (radio edit) - 3:01
2. Hello South Afrika (marc lime & K bastian remix) - 3:31 remix: Marc Lime, K.Bastian
3. Hello South Afrika (sash! remix) - 5:35 remix: sash!

Waw single
1. Hello South Africa (original alternative) -	3:04
2. Hello South Afrika (marc lime & K bastian remix) - 3:31 remix: Marc Lime, K.Bastian
3. Hello South Africa (king & white remix) - 3:23
4. Hello South Afrika (sash! remix) - 5:35 remix: sash!
5. Hello South Africa (bernasconi & farenthide edit) - 3:20 remix: Barnasconi, Farenthide
6. Hello South Africa (darius & finlay edit) - 3:43 remix: Darius, Finlay
7. Hello South Africa (bodybangers edit) - 3:23 remix: Bodybangers
8. Hello South Africa (cisko disco edit) - 3:40
9. Hello South Africa (jake & cooper edit) - 3:32 remix: Jake, Cooper
10. Hello South Africa (turner & rodriguez remix) - 5:18 remix: Turner, Rodriguez
11. Hello South Africa (maurice da vido remix) - 5:00 remix: Maurice Da Vido
12. Hello South Africa (bernasconi & farenthide remix) - 5:31 remix: Bernasconi, Farenthide
13. Hello South Africa (darius & finlay remix) - 7:20
14. Hello South Africa (bodybangers remix) - 5:21 remix: Bodybangers
15. Hello South Africa (cisko disco remix) - 5:50 remix: Cisco Disco
16. Hello South Africa (jake & cooper remix) - 6:08 remix: Jake, Cooper